# Бишкінь (село)
Бишкі́нь — село в Україні, у Лебединській міській громаді Сумського району Сумської області. Населення становить 915 осіб. До 2020 орган місцевого самоврядування — Бишкінська сільська рада.

## Географія
Село Бишкінь знаходиться на лівому березі річки Псел в місці впадання в неї річки Легань, вище за течією на відстані 4 км розташоване село Старонове, нижче за течією на відстані 2 км розташоване село Куданівка, на протилежному березі — село Даценківка, вище за течією річки Легань на відстані 2,5 км розташоване село Ревки. До села примикає невеликий лісовий масив (сосна). Через село проходить автомобільна дорога Т 1909.

## Історія

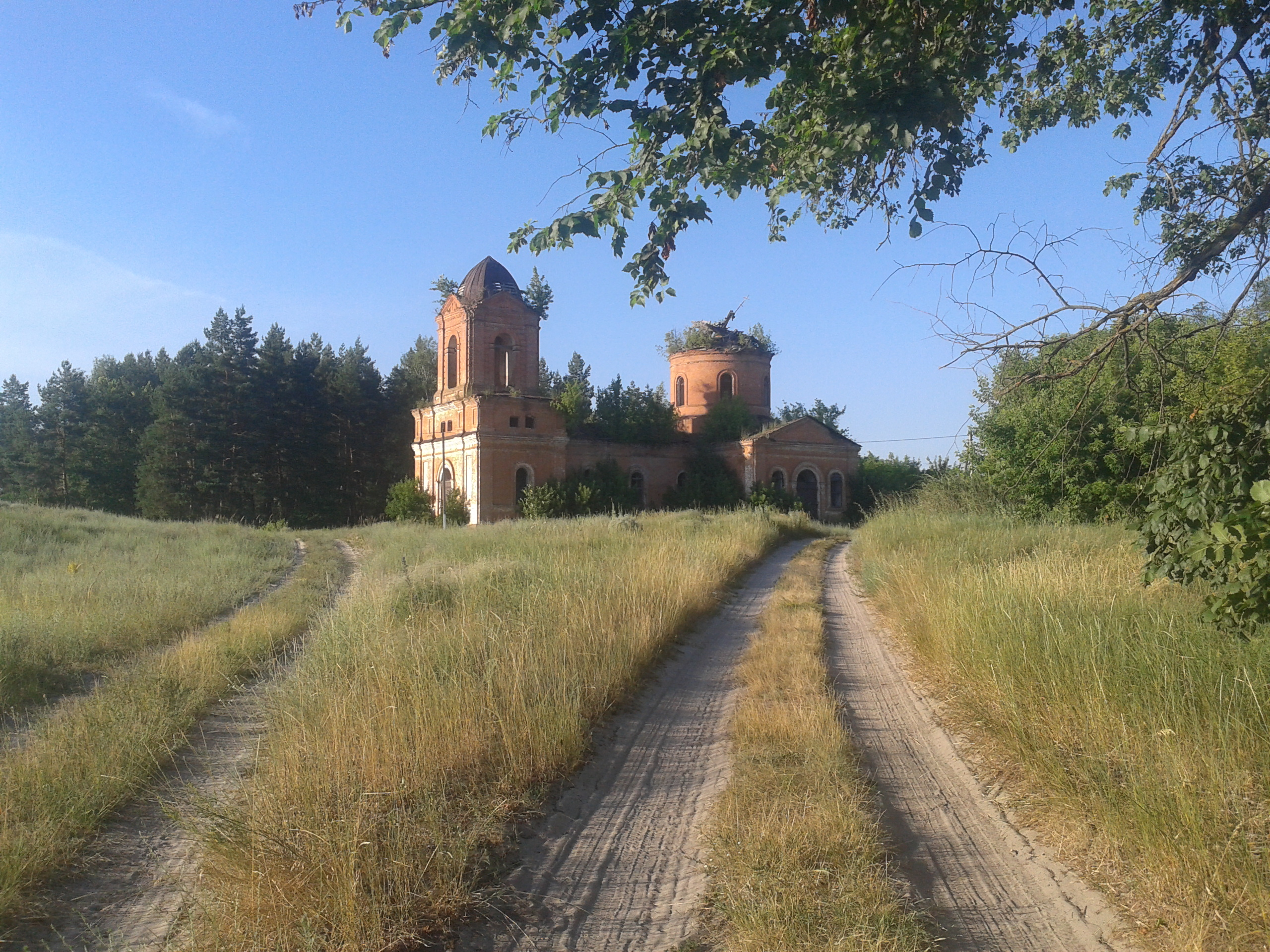
Руїни Дмитрівської церкви (червень 2019)
Фото: © Віктор Полянко, CC BY-SA 4.0

На околиці села виявлено поселення бронзової, ранньої залізної доби та середньовіччя.
Село Бишкинь засноване в 1678 році вихідцями зі Зміївського повіту.
До 1765 село було сотенним центром Сумського адміністративно-територіального полку.
За даними на 1864 рік у казеній слободі Лебединського повіту Харківської губернії мешкало 1689 осіб (833 чоловічої статі та 856 — жіночої), налічувалось 273 дворових господарств, існували православна церква та станова квартира.
Станом на 1914 рік село відносилось до Ворожбинської волості, кількість мешканців зросла до 4379 осіб.
Село постраждало внаслідок геноциду українського народу, проведеного урядом СССР в 1932—1933 роках.
12 червня 2020 року, відповідно до Розпорядження Кабінету Міністрів України № 723-р «Про визначення адміністративних центрів та затвердження територій територіальних громад Сумської області» увійшло до складу Лебединської міської територіальної громади.
19 липня 2020 року, після ліквідації Лебединського району, село увійшло до Сумського району.

### Війна 2022 року
1 березня 2022 року біля села Bayraktar TB2 знищив близько 100 одиниць російської техніки, в основному танки та БТР.

## Пам'ятки
На території села є руїни Свято-Димитріївської церкви 1888 року (пам'ятка архітектури місцевого значення, охроронний номер 282-См). 

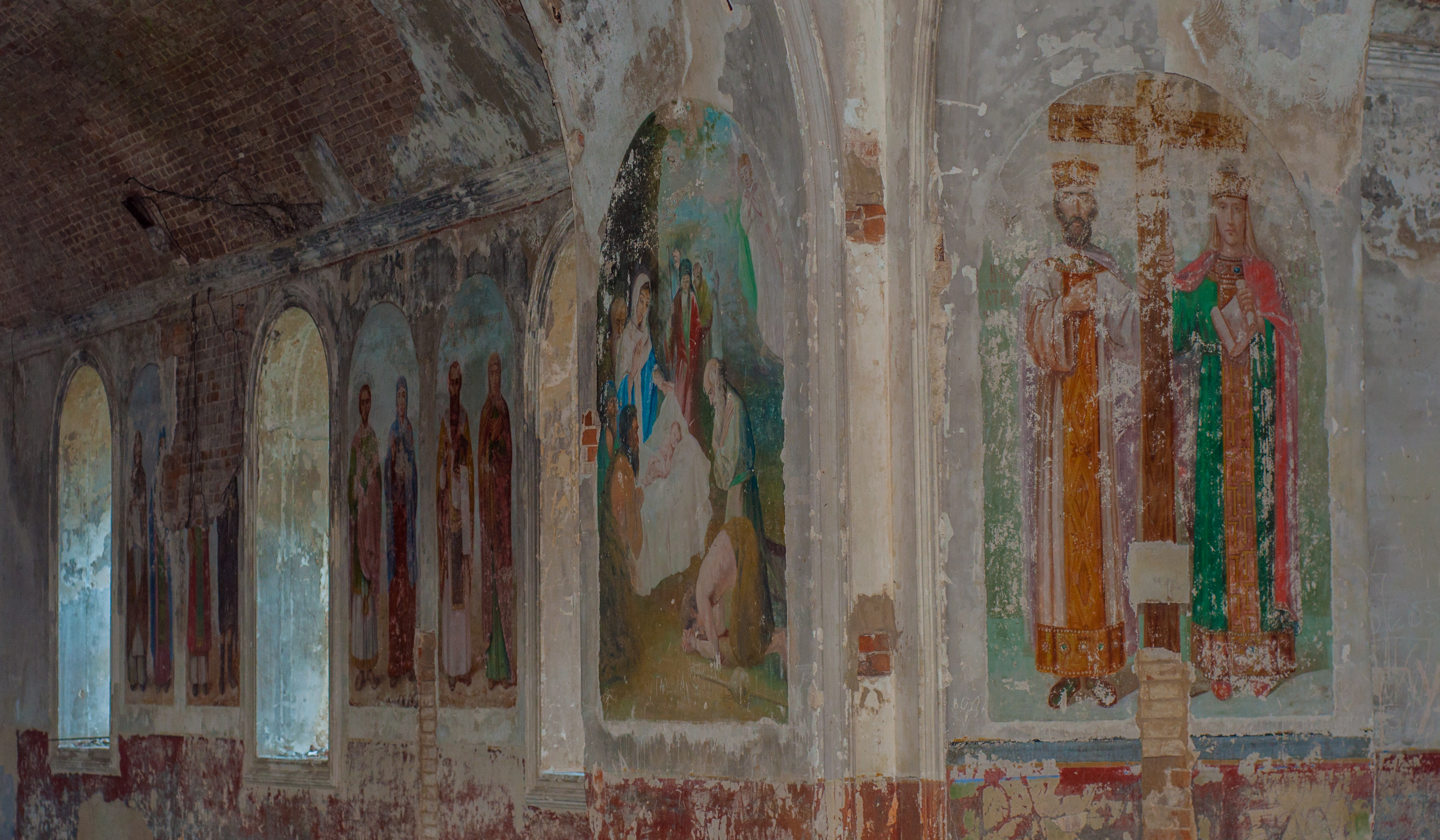
Інтер'єр Свято-Дмитріївської церкви (вересень 2016) Фото: © AlevYansen, CC BY-SA 4.0
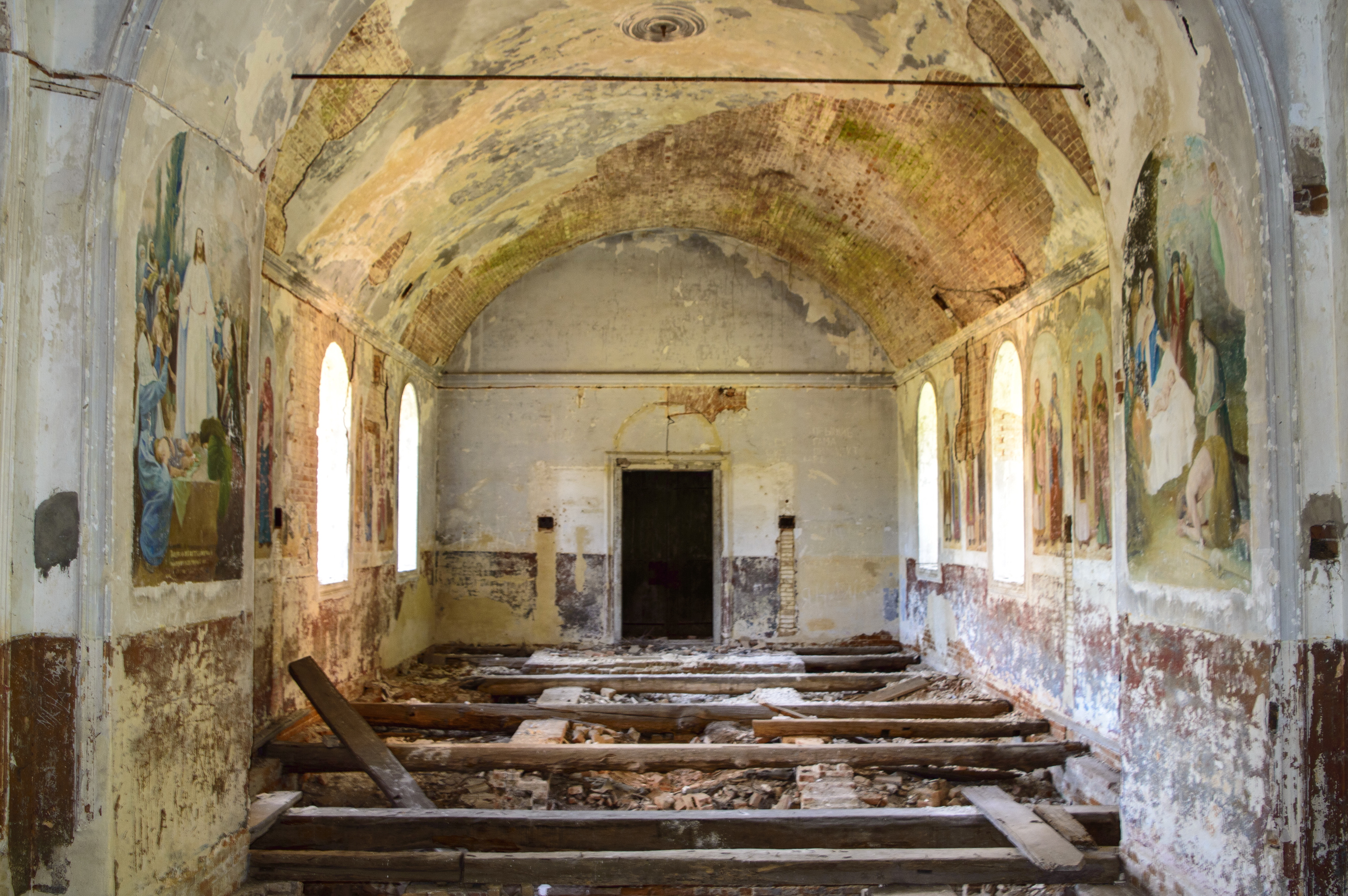
Інтер'єр (липень 2021) Фото: © Андрій Мозговий, CC BY-SA 4.0
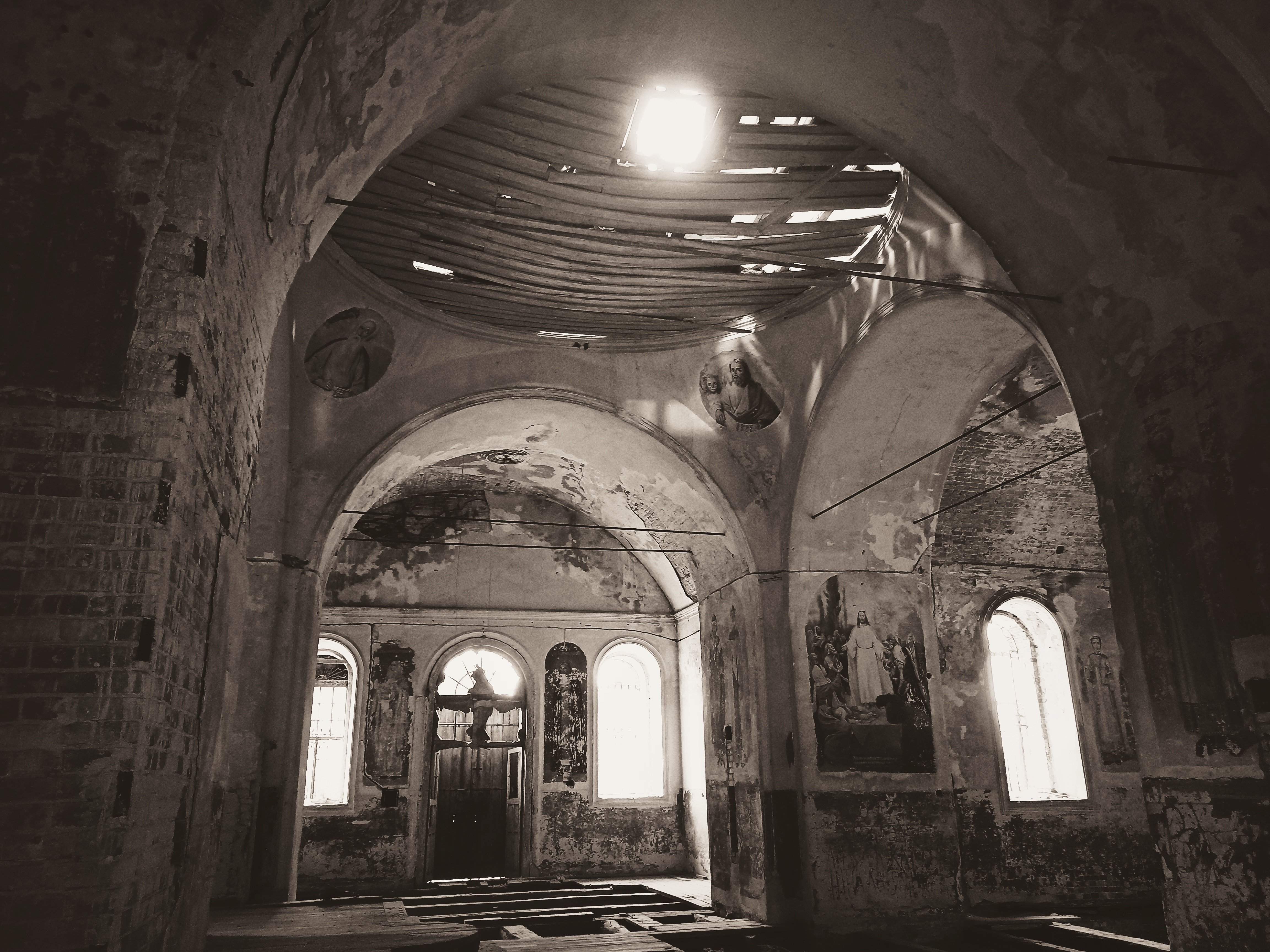
Інтер'єр (липень 2021) Фото: © Varlamiras, CC BY-SA 4.0
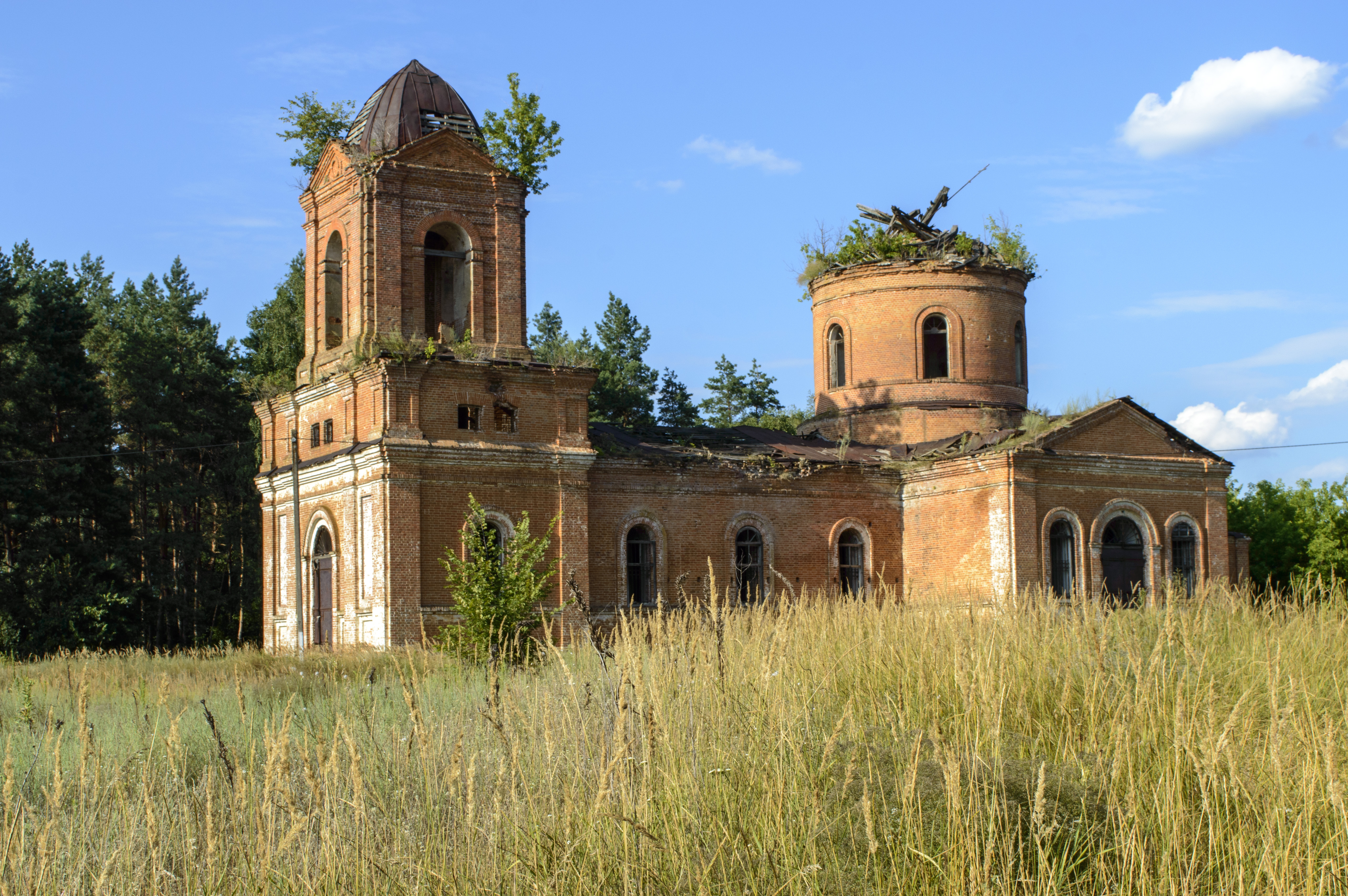
Вид на церкву (липень 2021) Фото: © Андрій Мозговий, CC BY-SA 4.0

Також є братська могила радянських воїнів, серед яких похований Сергеєв О. М. — Герой Радянського Союзу та пам'ятник воїнам-землякам (пам'ятка історії, охоронний №575), які розташовані у центрі, по вулиці Будівельній.

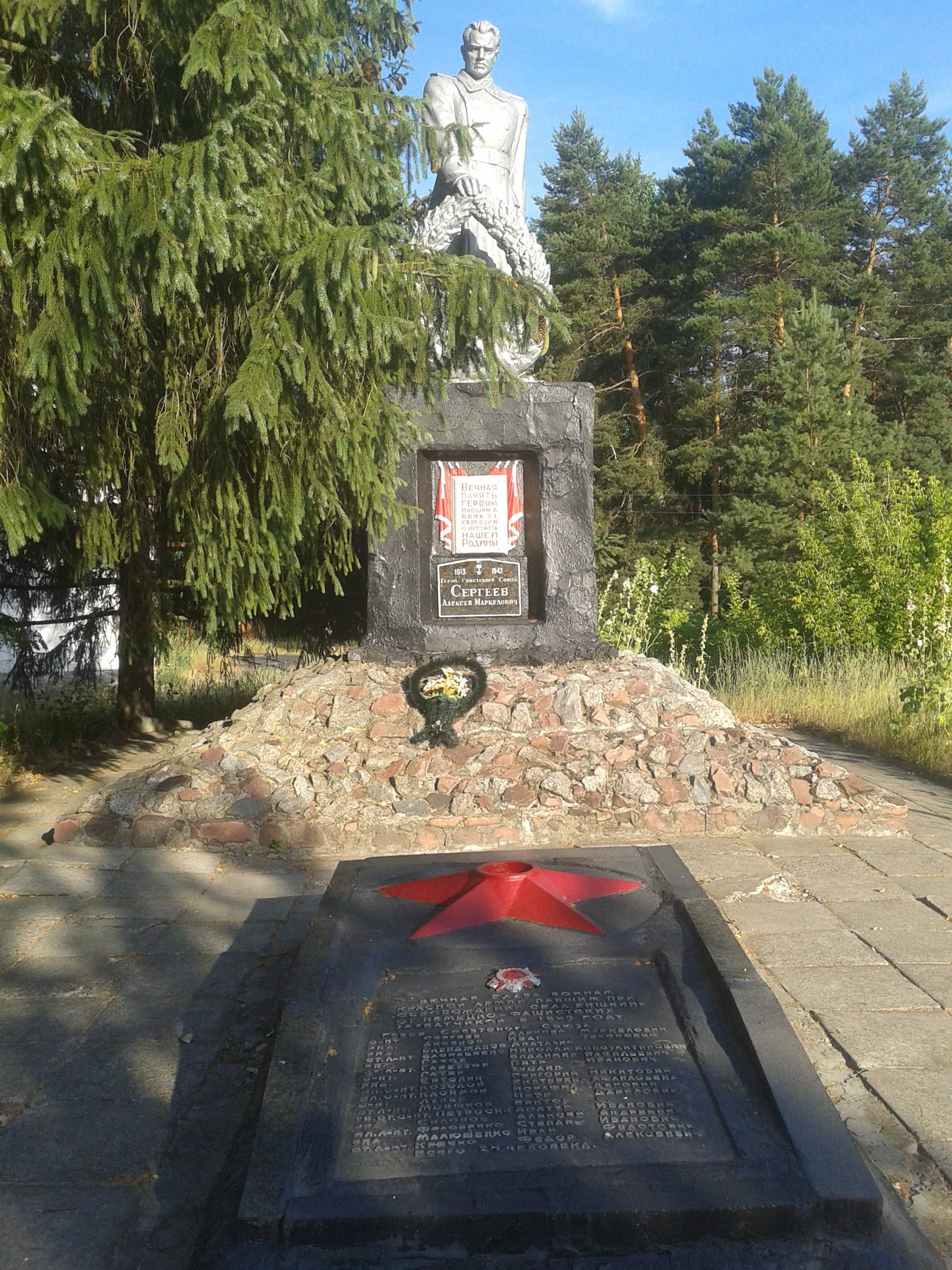
Вид на братську могилу (червень 2019) Фото: © Віктор Полянко, CC BY-SA 4.0
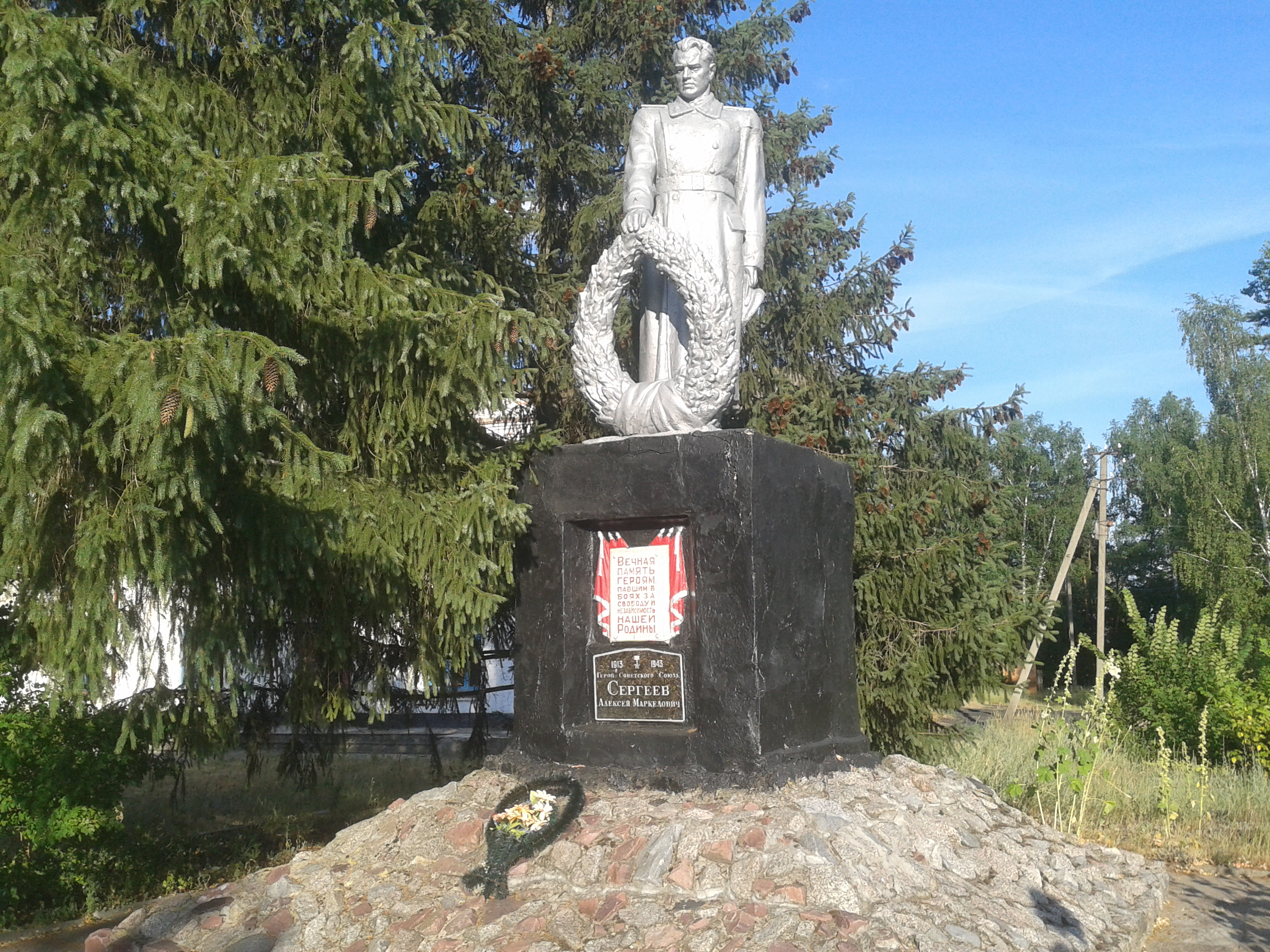
Братська могила (червень 2019) Фото: © Віктор Полянко, CC BY-SA 4.0
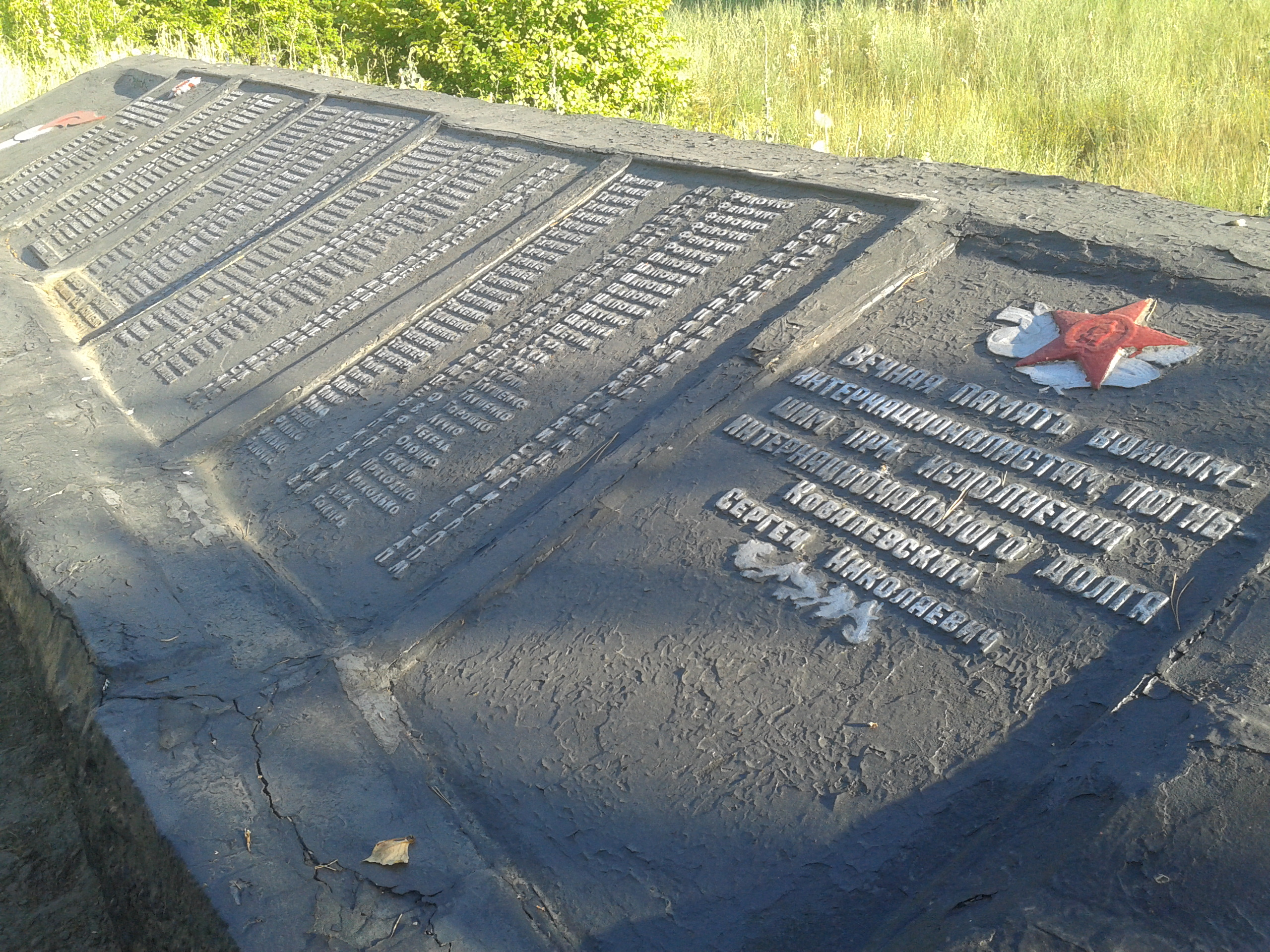
Фрагмент. Братська могила (червень 2019) Фото: © Віктор Полянко, CC BY-SA 4.0

## Економіка
- Молочно-товарна ферма.
- «Бишкінське», ТОВ.

## Постаті
Іващенко Сергій Володимирович— український військовик, учасник російсько-української війни.